# Eric Cornell
Eric Allin Cornell (Palo Alto, 19 december 1961) is een Amerikaans natuurkundige die in 2001 de Nobelprijs voor de Natuurkunde kreeg met Wolfgang Ketterle en Carl Edwin Wieman "Voor het bereiken van bose-einsteincondensatie in verdunde gassen van alkaliatomen en voor vroeg fundamenteel onderzoek naar de eigenschappen van de condensaten."

## Biografie
Hoewel geboren in Californië groeide Cornell op in Cambridge waar zijn vader hoogleraar civiele techniek was aan het Massachusetts Institute of Technology (MIT). Daarnaast bracht hij delen van zijn jeugd door in het Californische Berkeley en het Portugese Lissabon waar zijn vader enkele sabbatical jaren doorbracht.
In Cambridge bezocht hij de Cambridge Rindge and Latin School. Het jaar voor zijn afstuderen verhuisde hij met zijn moeder naar Californië waar hij zijn opleiding voltooide aan de San Francisco's Lowell High School, een school voor academisch getalenteerde jongeren.
Na de highschool ging hij naar de Stanford-universiteit waar hij ook zijn toekomstige echtgenote ontmoette, Celeste Landry. Hij studeerde in 1985 cum laude af. Voor zijn promotiestudie keerde hij terug naar Cambridge waar hij het MIT bezocht. Daar trad hij toe tot Dave Pritchards groep, die bezig waren met een experiment om de massa van een elektron-neutrino te meten tijden het bètaverval van tritium. Hoewel het hem niet lukte de massa te meten verkreeg hij in 1990 wel zijn Ph.D.
Na zijn promotie ging Cornell naar de universiteit van Colorado te Boulder om als postdoc-onderzoeker bij Carl Wieman te experimenteren met laserkoeling. Gedurende zijn twee jaar als postdoc kwam hij met het plan om laserkoeling te combineren met evaporatiekoeling in een magneto-optische val om een bose-einsteincondensaat te creëren. Op basis van dit voorstel kreeg hij een vaste aanstelling aangeboden bij het Joint Institute for Laboratory Astrophysics (JILA) te Boulder. In juni 1995 wisten Cornell en Weiman – bij de ultralage temperatuur van slechts 170 nanokelvin (1.7×10−7 K) – van 2000 rubidium-87 atomen een eerste Bose-Einsteincondensaat tot stand te brengen. Er werd gekozen voor het alkalimetaal rubidium omdat dit, vanwege het sterke magnetisch moment van het ongepaarde elektron, zich beter leent voor magnetische opsluiting.
Hiervoor ontving Cornell, samen met Weiman en Wolfgang Ketterle, in 2001 de Nobelprijs voor de Natuurkunde. Daarvoor, in 1998, waren Cornell en Wieman al onderscheiden met de Lorentzmedaille van de Koninklijke Nederlandse Akademie van Wetenschappen en de Benjamin Franklin Medal (1999) van het Franklin Institute.
Momenteel is Cornell hoogleraar aan de universiteit van Colorado en fysicus bij het Amerikaans National Institute of Standards and Technology (NIST).